# Searenia
Searenia là một chi bướm đêm thuộc phân họ Tortricinae của họ Tortricidae.

## Các loài
- Searenia cuprea Razowski & Becker, 2000